# كاميلي لي جولي
كاميلي لي جولي (بالفرنسية: Camille Le Joly)‏ هي منافسة ألعاب القوى فرنسية، ولدت في 1 مارس 1992 في أنجيه في فرنسا.

## وصلات خارجية
- كاميلي لي جولي على موقع الاتحاد الدولي لألعاب القوى (الإنجليزية)
- كاميلي لي جولي على موقع الاتحاد الفرنسي لألعاب القوى (الفرنسية)